# 1175 Margo
Margo (asteróide 1175) é um asteróide da cintura principal, a 3,018131 UA. Possui uma excentricidade de 0,062468 e um período orbital de 2 109,71 dias (5,78 anos).
Margo tem uma velocidade orbital média de 16,60033143 km/s e uma inclinação de 16,26841º.
Esse asteróide foi descoberto em 17 de Outubro de 1930 por Karl Reinmuth.